# Zelotes pallidipes
Zelotes pallidipes är en spindelart som beskrevs av Tucker 1923. Zelotes pallidipes ingår i släktet Zelotes och familjen plattbuksspindlar.
Artens utbredningsområde är Namibia. Inga underarter finns listade i Catalogue of Life.